# Tera (Cypr)
Tera (gr. Τέρα) – wieś w Republice Cypryjskiej, w dystrykcie Pafos. W 2011 roku liczyła 36 mieszkańców.